# Interstate 37
Interstate 37 (I-37) é uma rodovia interestadual de 230 km (143 milhas) localizada na parte sul do estado norte-americano do Texas. A autoestrada foi designada pela primeira vez em 1959 como uma rota entre Corpus Christi e San Antonio. A construção nas áreas urbanas de Corpus Christi e San Antonio começou na década de 1960, e os segmentos da rodovia interestadual nas áreas rurais foram concluídos na década de 1980. Antes da I-37, a rota entre Corpus Christi e San Antonio era servida por uma combinação da State Highway 9 (SH 9) de Corpus Christi a Three Rivers e da U.S. Route 281 (US 281) de Three Rivers a San Antonio. Como resultado da construção da I-37, a SH 9 foi retirada do Texas state highway system (a designação seria reintegrada noutra estrada em 2014).
A rodovia começa em Corpus Christi na US 181 e SH 35 e dirige-se para norte até San Antonio, onde termina na I-35. Para além da I-35, a rodovia continua como US 281 para norte de San Antonio como uma rodovia principal. Em Corpus Christi, a rodovia dá acesso ao centro da cidade, ao Porto de Corpus Christi e ao Aeroporto Internacional de Corpus Christi. Em San Antonio, dá acesso ao centro de San Antonio, à Brooks City-Base, ao Alamodome, à Torre das Américas, ao San Antonio River Walk, à Alamo e, por extensão através da US 281, ao Aeroporto Internacional de San Antonio. A estrada proporciona uma importante ligação entre a I-35 e a Costa do Golfo do Texas, bem como uma das poucas vias de acesso limitado para evacuação de furacões, longe da costa sul do Texas.